# Firewood
Firewood — второй студийный альбом шведской дум-метал-группы Witchcraft, выпущенный в 2005 году на британском лейбле Rise Above Records.

## Об альбоме
После композиции «Attention!» и нескольких секунд тишины начинается кавер-версия песни «When the Screams Come» группы Pentagram. На виниловой пластинке и в японской версии альбома этот кавер отсутствует, зато имеется песня «The Invisible».
По мнению критиков, звучание альбома отличается от обычного дум-метала и стоунер-рока и скорее походит на хеви-метал, хард-рок и психоделический рок конца 1960-х годов в духе ранних записей Black Sabbath, Jethro Tull, Cream, Uriah Heep и Led Zeppelin.

## Список композиций
1. «Chylde of Fire» — 2:50
2. «If Wishes Were Horses» — 3:16
3. «Mr Haze» — 3:41
4. «Wooden Cross (I Can’t Wake the Dead)» — 4:46
5. «Queen of Bees» — 5:13
6. «Merlin’s Daughter» — 1:32
7. «I See a Man» — 3:59
8. «Sorrow Evoker» — 5:44
9. «You Suffer» — 2:43
10. «The Invisible» — 4:59 (Бонус-трек японской версии)
11. «Attention!/When the Screams Come» — 11:40 (Бонус-трек японской версии)

## Участники записи
По данным AllMusic.
- Jonas Aenésen — ударные
- Ola Henriksson — бас-гитара
- John Hoyles — гитара
- Магнус Пеландер — гитара, вокал